# Радуза
Радуза (итал. Raddusa) је насеље у Италији у округу Катанија, региону Сицилија.
Према процени из 2011. у насељу је живело 3192 становника. Насеље се налази на надморској висини од 358 м.

## Становништво
Према резултатима пописа становништва 2011. у општини је живело 3.280 становника.
| 1931. | 1936. | 1951. | 1961. | 1971. | 1981. | 1991. | 2001. | 2011. |
| ----- | ----- | ----- | ----- | ----- | ----- | ----- | ----- | ----- |
| 4.954 | 4.146 | 5.199 | 5.138 | 3.953 | 4.596 | 4.191 | 3.535 | 3.280 |